# Рубаномостівська сільська рада (Новомиргородський район)
Рубаномо́стівська сільська́ ра́да — орган місцевого самоврядування Новомиргородського району Кіровоградської області. Центр сільської ради — село Рубаний Міст.
Площа — 36,33 км². Населення — 703 чоловік.

## Населені пункти
Сільській раді підпорядковані населені пункти:
- с. Рубаний Міст
- с. Троянове
- с. Щербатівка

## Склад ради
Рада складається з 12 депутатів та голови.

### Керівний склад ради
| ПІБ                        | Основні відомості                                                                                        | Дата обрання | Дата звільнення |
| -------------------------- | --- | ------------ | --------------- |
| Доніч Микола Олександрович | Сільський голова, 1958 року народження, освіта, безпартійний                                             | 26.03.2006   | 31.10.2010      |
| Доніч Микола Олександрович | Сільський голова, 1958 року народження, освіта середня загальна, член Конгресу Українських Націоналістів | 31.10.2010   |                 |

Примітка: таблиця складена за даними джерела

## Населення
Згідно з переписом УРСР 1989 року чисельність наявного населення сільської ради становила 797 осіб, з яких 338 чоловіків та 459 жінок.
За переписом населення України 2001 року в сільській раді мешкали 702 особи.

### Мова
Розподіл населення за рідною мовою за даними перепису 2001 року:
| Мова       | Відсоток |
| ---------- | -------- |
| українська | 98,01 %  |
| російська  | 1,42 %   |
| молдовська | 0,43 %   |